# Parobisium qiangzhuang
Espèce
Parobisium qiangzhuang est une espèce de pseudoscorpions de la famille des Neobisiidae.

## Distribution
Cette espèce est endémique du Guizhou en Chine. Elle se rencontre dans le xian de Ziyun à Daying dans la grotte Zharou.

## Description

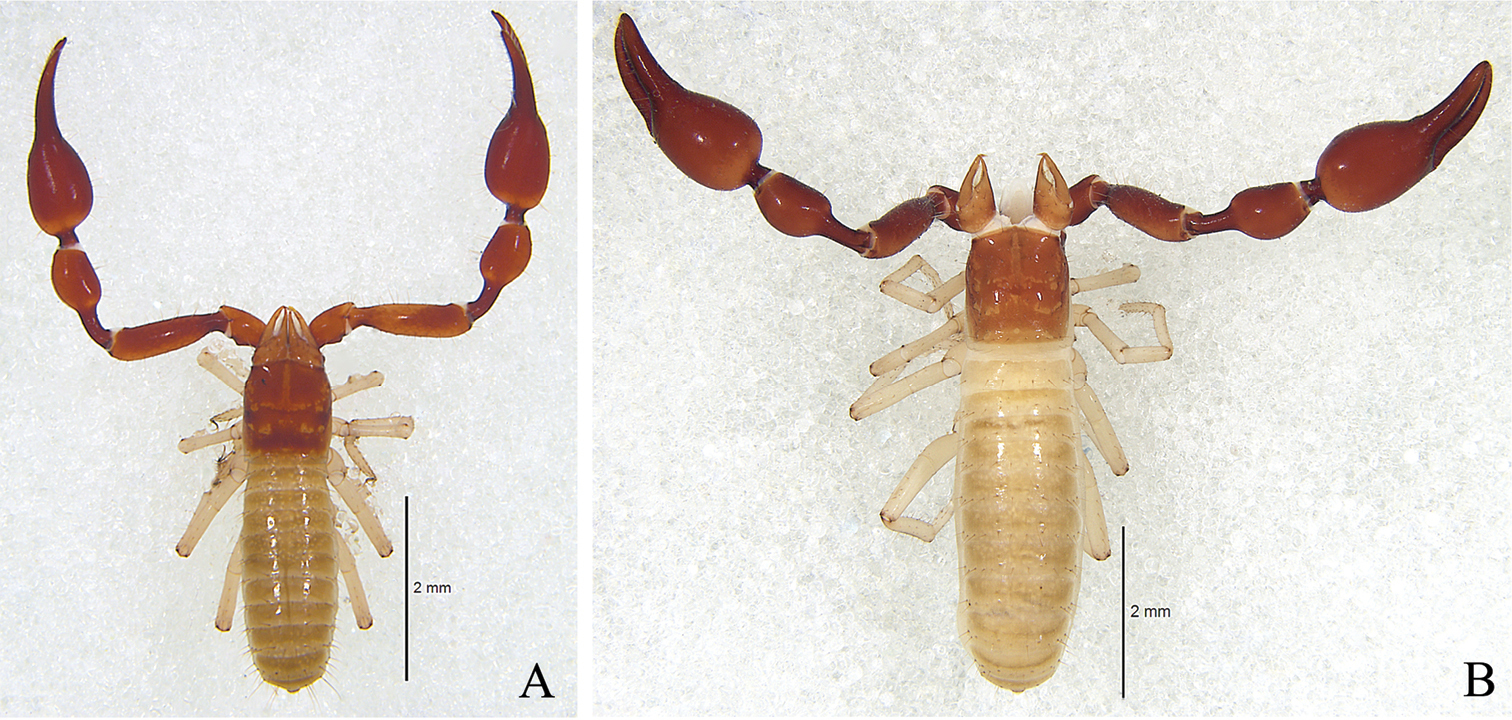
Parobisium qiangzhuang mâle à gauche et femelle à droite

Les mâles mesurent de 3,61 à 4,42 mm et la femelle paratype 5,49 mm.

## Publication originale
- Feng, Wynne & Zhang, 2020 : Cave-dwelling pseudoscorpions of China with descriptions of four new hypogean species of Parobisium (Pseudoscorpiones, Neobisiidae) from Guizhou Province. Subterranean Biology, no 34, p. 61-98 (texte intégral).